# Uranothauma antinorii
Uranothauma antinorii är en fjärilsart som beskrevs av Charles Oberthür 1883. Uranothauma antinorii ingår i släktet Uranothauma och familjen juvelvingar. IUCN kategoriserar arten globalt som livskraftig. Inga underarter finns listade i Catalogue of Life.